# TMS Entertainment
TMS Entertainment Co., Ltd.. (株式会社 ト ム ス ・ エ ン タ テ イ ン ン ト Kabushiki gaisha Tomusu Entateinmento?), cunoscut anterior ca Kyokuichi Corporation este un studio de animație japonez deținut de Sega Corporation.
TMS este unul dintre cele mai vechi și faimoase studiouri de animație în Japonia, cunoscut pentru numeroasele sale francize anime ca Detectiv Conan, Lupin the Third și Anpanman.
TMS Entertainment este afacerea de companie de animație al Sega Group și un studio de animație bine stabilit cu originile sale în Tokyo Movie. Fondat inițial în 1946 ca un producător de textile, compania a intrat în animație când a fuzionat cu studioul de animație Tokyo Movie Shinsha să pornească o afacere de producție de animație business, cunoscută ca divizia Kyokuichi Tokyo Movie sau TMS-Kyokuichi.
Tokyo Movie Shinsha a fost unul din cele cinci studiouri majore din primele zile ale animației japoneze, producând și/sau animând un șir de lucrări populare din anii 1960 până în anii 1970, inclusiv Obake no Q-Tarō, Star of the Giants, Moomin, Attack No. 1, Tensai Bakabon, Lupin the 3rd Part I, Aim for the Ace!, și Gamba no Bouken.
TMS are studiourile 1 până la 7 sub sediul său de producție, fiecare cu câte o poreclă pentru lucrul cu care sunt implicate, precum V1 Studio, 3xCube, Trois Studios, Rogue Studio, și Double Eagle. Fiecare studio are propriul personal de producție și management, inclusiv producători și asistenți de producție. În ceea ce privește animatorii, fiecare studio îi contractează pe o bază de lucru. Cu toate acestea, creatorii șefi au uneori contracte exclusive și li se oferă propriile birouri în cadrul companiei la care să lucreze.
Pe lângă studiourile proprii, TMS are companii de producție de grup precum Telecom Animation Film, TMS Jinni's și Toon Additional Pictures.
De-a lungul anilor 1980 și 1990, TMS și subsidiarele sale, Telecom Animation Film și Seoul Movie cu sediul în Coreea de Sud, au animat pentru mai multe companii, inclusiv DiC, Walt Disney Television Animation, Warner Bros. Animation, Marvel Films Animation, Studio Ghibli, Madhouse, Production I.G, Sunrise, Bones, ShoPro și Shogakukan Music & Digital Entertainment printre altele. De la începutul anilor 2000, TMS în sine compania însăși nu a mai furnizat servicii de animație studiourilor occidentale din cauza costurilor din ce în ce mai solicitante, însă au fost câteva excepții precum Lanterna verde: Începuturi (2009) și Superman vs. The Elite (2012).

## Subsidiare
Compania are numeroase filiale de animație care colaborează împreună cu compania. Acestea includ:
- TMS Entertainment USA, Inc.
- TMS Entertainment Europe SAS
- TMSLab（トムスラボ）
- Tokyo Movie Online (東京ムービーONLINE) Arhivat în 22 septembrie 2017, la Wayback Machine.
- TMS MUSIC UK LTD.
- TMS MUSIC HK LTD.
- AG Bowl（エージーボウル)
- Anpanman Digital LLP Arhivat în 17 martie 2021, la Wayback Machine.
- Telecom Animation Film Co., Ltd. (株式会社テレコム・アニメーションフィルム Kabushiki-gaisha Terekomu Animēshon Firumu?)
- V1 Studio (ヴィーワンスタジオ Vīuwan Sutajio?)
- Double Eagle (だぶるいーぐる Daburuīguru?)
- 8PAN (エイトパヌ Eito Panu?)
- 3xCube (スリーキューブ Surīkyūbu?)
- Studio Sakimakura (スタジオさきまくら Sutajio Sakimakura?)
- Trois Studio (トロワスタジオ Torowa Sutajio?)

### Foste studiouri
- Marza Animation Planet Inc. (株式会社マーザ・アニメーションプラネット Kabushiki gaisha Māza Animēshonpuranetto?)
- Seoul Movie